# Heinrich Gerth
Arnold Heinrich Paul Gerth (* 16. Juni 1884; † 2. August 1971 in Bonn) war ein deutscher Paläontologe und Geologe.

## Leben
Gerth studierte in Heidelberg, Berlin, München, Freiberg und Bonn, wo er 1908 promoviert wurde und sich 1910 habilitierte. Sein Lehrer war Gustav Steinmann, der Spezialist für die Geologie Südamerikas war. Auch Gerth ging nach der Promotion nach Südamerika als Geologe des Bergbauministeriums in Buenos Aires und blieb bis 1913, wobei er auch Peru besuchte. 1916 wurde er Titularprofessor in Bonn, war 1916 bis 1918 Wehrgeologe und ab 1920 nichtbeamteter außerordentlicher Professor in Bonn. 1920 bis 1928 war er Konservator am Mineralogisch-Geologischen Museum in Leiden und danach im damals niederländischen Indonesien. 1930 wurde er außerordentlicher Professor für Stratigraphie und Paläontologie in Amsterdam, wo er 1942 ordentlicher Professor wurde. Ab 1948 war er Gastprofessor in Bonn, und 1960 ging er als ordentlicher Professor in Bonn in den Ruhestand.
Er befasste sich vor allem mit Korallen, aber auch mit Foraminiferen aus Java und Stratigraphie mit Foraminiferen, permischen Schwämmen aus Timor, indonesischen Hydrozoen, Stachelhäutern und Ammoniten. Er bearbeitete auf Timor von Johannes Wanner und Gustaaf Adolf Frederik Molengraaff gesammelte Fossilien. Als Geologe befasste er sich mit Tektonik der Schweizer Jura (in Fortsetzung von Steinmann), der südamerikanischen Kordilleren und der Geologie Javas. Bei Borntraeger erschien seine dreibändige Geologie Südamerikas. Zum Beispiel aus Korallen des Perm zog er Schlüsse auf das damalige Klima und die permische Vereisung.
Er war Mitglied der Akademie der Wissenschaften in Córdoba (Argentinien) und Ehrendoktor in Bonn (1958).

## Schriften
- Geologie Südamerikas, Borntraeger, Band 1 in drei Teilen, 1932, 1935, 1941, Band 2 (Der geologische Bau der südamerikanischen Kordillere) 1955